# École française de San Pédro
L’École française de San Pédro, « les Hibiscus », est un établissement d'enseignement primaire et secondaire de Côte d'Ivoire.

## Situation
Créée en 1987, elle est située à San-Pédro, chef-lieu de la région du Bas-Sassandra, dans l'ouest du pays, près du Liberia.

## Description
L'école française de San Pédro accueillait les expatriés français, libanais et autres jusqu'en 2004.
Elle était gérée en partie par les familles desdits expatriés mais accueillait aussi les autochtones.
Elle accueillait les enfants de la petite section de maternelle jusqu'en classe de troisième. Après, les enfants étaient obligés de rejoindre la capitale économique de la Côte d'Ivoire, Abidjan, pour poursuivre leurs études.
Elle a rouvert ses portes sous nom d’école française Jacques-Monod (EFJM), mais n'a pas encore retrouvé l'homologation du ministère français de l'Éducation nationale.